# Анна Флер Деккер
Анна Флер Деккер (нар. 28 квітня 1994 р.) — нідерландська публіцистка, екологиня, феміністка та журналістка. Деккер писала статті та блоги для політично лівих веб- сайтів і журналів, а також була активісткою через низку причин. Вона колишня партійна співробітниця Зелених лівих у Гілверсумі.
Деккер здобула загальнонаціональну популярність у березні 2017 року після того, як політик Герт Вілдерс з Партії свободи (PVV) поширив повідомлення про твіт у липні 2016 року, в якому Деккер нібито виступала за його каменування. Хоча Деккер стверджувала, що твіт був написаний «саркастично», це призвело до того, що Деккер почала масово отримувала погрози, і була змушена сховатися.

## Біографія

### Дитинство та освіта
Енн Флер Деккер народилася 28 квітня 1994 року в містечку Бларікум у Північній Голландії. Вона виросла в Буссумі, а пізніше переїхала до сусіднього Гілверсума, де пішла до гімназії. Її батько голосував за Християнсько-демократичний заклик, її мати (сестра депутата РобінаЛіншотена) проголосувала за Народну партію за свободу і демократію, дві консервативні партії; але саму Деккер поступово приваблювала ліва політика. У молодості вона часто стикалася з несправедливістю, якій хотіла протистояти. Після перегляду фільму Альберта Гора «Незручна правда» (2006) вона вирішила підписатися на DWARS, молодіжне крило Зелених лівих.
У травні 2016 року вона стала партійною волонтеркою місцевого відділу Hilversum GroenLinks. Як ствердила Деккер, після суперечки партія вирішила її не підтримувати. GroenLinks не відреагував. Станом на жовтень 2016 року Деккер навчалася, але не знала, який ступінь і чи закінчила вона навчання, і часто брала участь у громадських протестах. На той час, за її словами, вона «часто отримувала критику, починаючи від «несвітського лівого дивака» і закінчуючи реальними погрозами смерті».

### Екологізм і політичні протести
Деккер вважає важливим, щоб діти мали освіту щодо екологічних проблем, таких як переробка відходів. Коли вона навчалася в початковій школі, одного разу клас відвідав підприємство з переробки відходів та каналізації, що справило на неї глибокий вплив.
У жовтні 2016 року Деккер з'явилася в чотирисерійному телешоу EO Rot op met je milieu ("Загубтеся з навколишнім середовищем"), в якому вона зайняла посаду екологічної активістки. У сценах на рибальському човні та на свинофермі вона плакала через страждання та жорстоке поводження з тваринами («Я не хочу, щоб це існувало!»). Інші учасники особливо співчували їй щодо непотрібного вбивства непридатної для споживання риби у вигляді прилову.
Під час Овочевого ярмарку 23 жовтня 2016 року в Ліссербруку Деккер виступила з доповіддю про ефективний активізм. 4 грудня під час VegFest 2016 Деккер виступила з лекцією про свій досвід під час Rot op met je milieu, а також про веганство та активізм загалом.
22 грудня Деккер закликала припинити їсти м’ясо під час «служіння миру для тварин» у церкві Врійбург в Амстердамі.
20 січня 2017 року Деккер взяла участь у демонстрації Жіночого маршу кількох сотень людей проти американського президента Дональда Трампа (в день інавгурації) і проти Герта Вілдерса на Museumplein в Амстердамі, «бо вони стверджують, що служать звичайній людині, але насправді вони цього не роблять», і використовували мексиканців, мусульман і біженців як козлів відпущення. У відповідь на суперечливу заборону Трампа на поїздки та імміграцію, ухвалену 27 січня, Деккер організувала акцію протесту 29 січня в аеропорту Схіпхол, щоб «показати нашу солідарність з усіма людьми, які наразі застрягли або несправедливо позбавлені можливості подорожувати до Сполучених Штатів. Багато з цих людей, яким Трамп зараз відмовляє у в’їзді, отримали візи, роботу та житло, а тепер раптом їм відмовляють через цей дивний захід». Вони хотіли протестувати проти того, як KLM дотримується заборони Трампа на поїздки, і не дозволили деяким пасажирам сідати в літаки до США на основі їхньої національності. Коли протестувальники, яких було кілька десятків, вступили всередину терміналу, вони були виведені Королівською військовою поліцією (за словами Деккер, це було «жорстоко»; деякі люди нібито впали і отримали незначні травми), бо їм дозволили протестувати лише на вулиці терміналу, а не всередині.
15 квітня 2017 року Деккер виступила і взяла участь у акції протесту Konijn in Nood («Кролики в нужді»), підтриманого Партією тварин, проти компанії з розведення кролів у Мергестелі. Зоозахисники демонстративно знищували клітки для кроликів кувалдами, марширували зі смолоскипами та били в барабани, а також хвилиною мовчання вшанували «пекло тварин», якого, на їхню думку, зазнали ці кролики.
У липні 2017 року Деккер брала участь у демонстраціях проти саміту G20 у Гамбурзі 2017 року. Веблог, який вона вела в ці дні, був широко читаним і отримав багато негативних реакцій від голландських правих ЗМІ, таких як PowNed, які опублікували різкий матеріал під назвою «Вся Голландія ненавидить Енн Флер Деккер». Значна частина критики була зосереджена на тому факті, що Деккер повідомляла про багато неонацистського та «надмірного» насильства з боку поліції проти лівих активістів, але мовчала про насильницькі заворушення та вандалізм лівих (це часто називають тактикою «чорного блоку»), яких, як вона стверджувала,вона не бачила.

### Суперечка і в схові

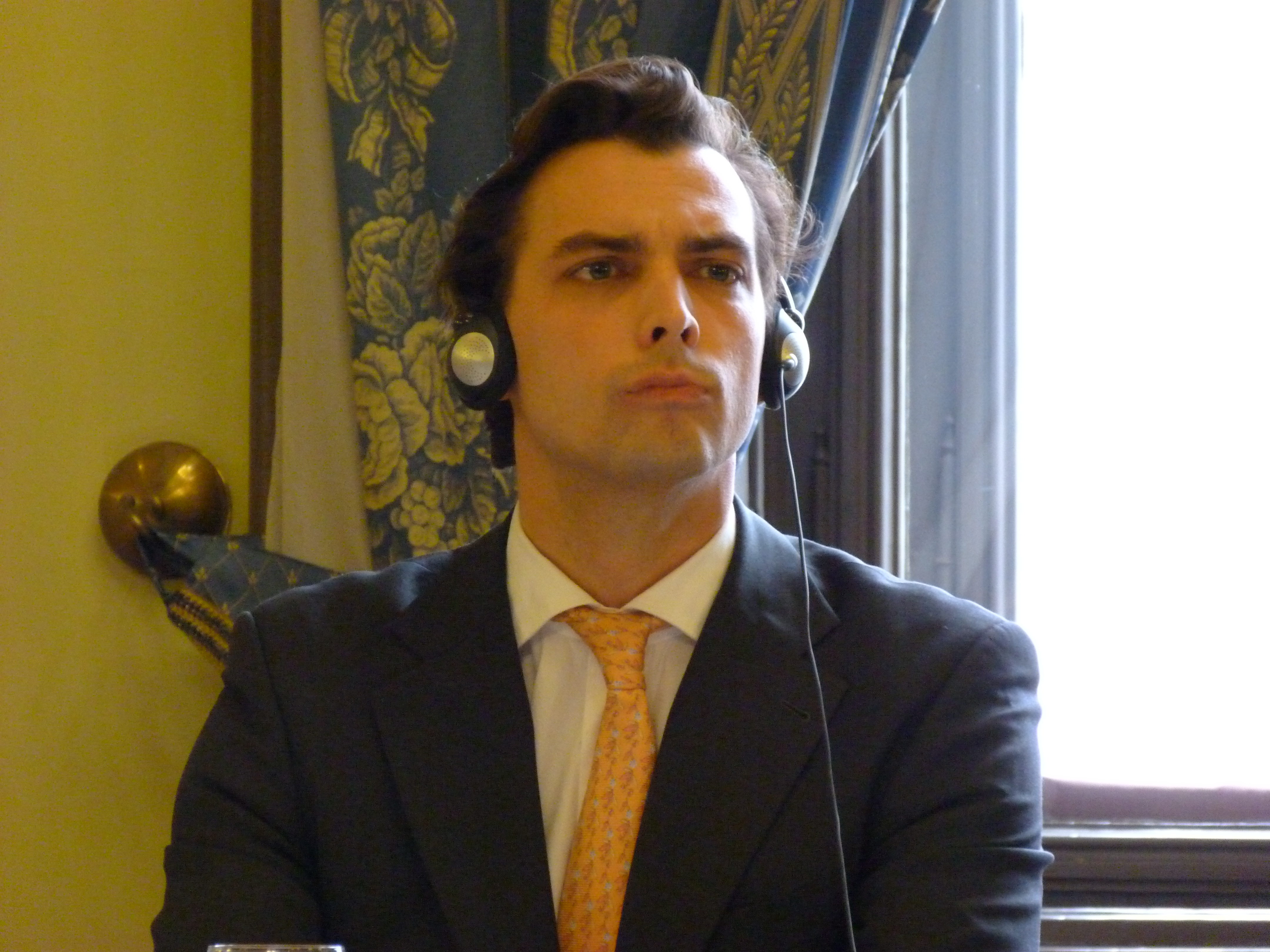
Лідер FvD Тьєррі Боде

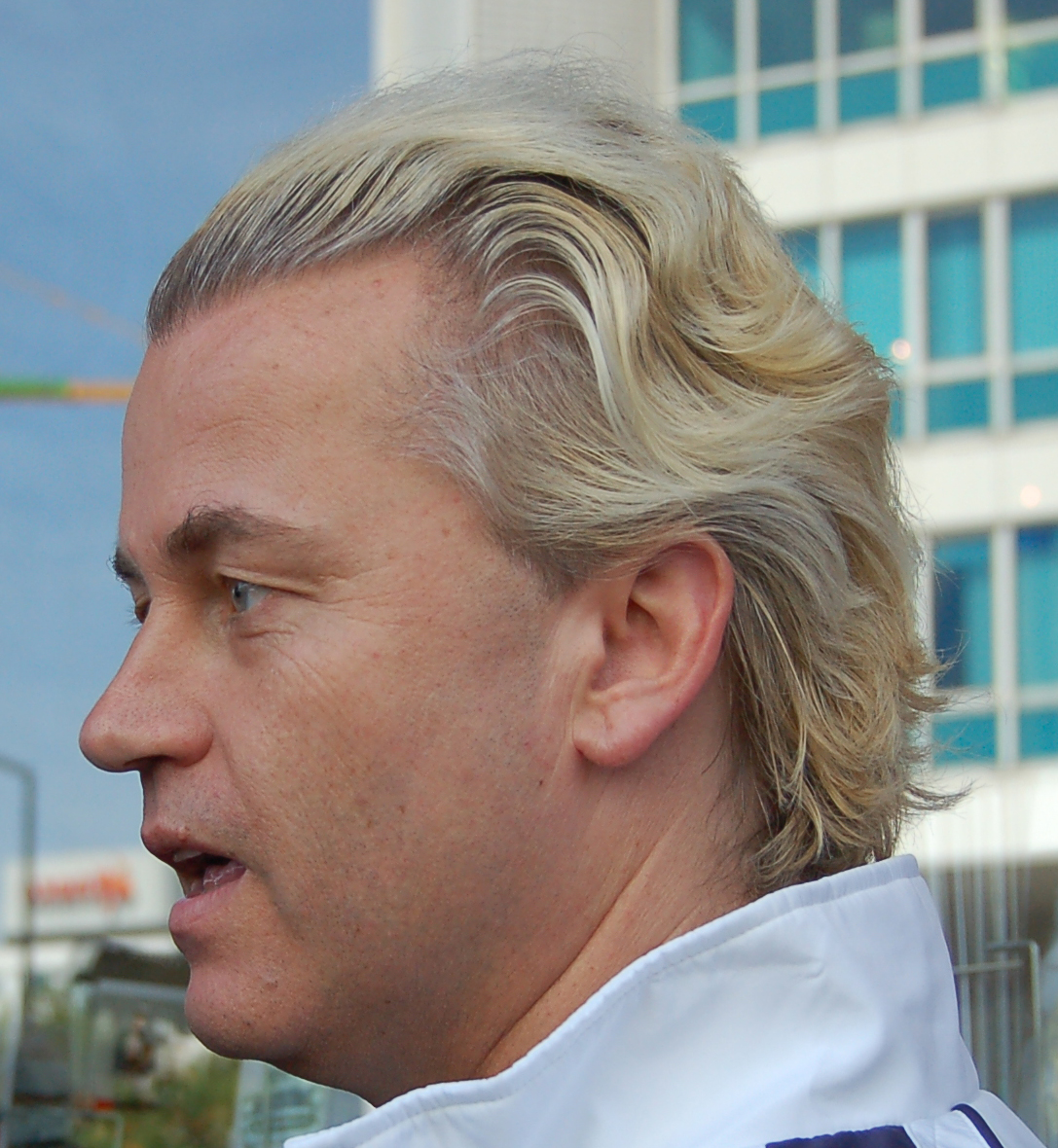
Лідер PVV Герт Вілдерс

16 березня 2017 року, через день після загальних виборів у Нідерландах 2017 року, під час яких партія Тьєррі Боде «Форум за демократію» (FvD) отримала два місця, Деккер написала статтю на Joop.nl, яку прочитали близько 70 000 разів. Вона стверджувала, що Боде виправдовував зґвалтування у своєму описі манер Грегора, головного героя роману Боде 2014 року Voorwaardelijke liefde («Умовне кохання»), таким чином знову розпаливши суперечку, яка розгорілася три роки тому, коли книга була опублікована вперше. 18 березня, правопопулістський конспірологічний веб-сайт liefdevoorholland.com також опублікував кілька попередніх онлайн-повідомлень Деккер, включаючи старий твіт від 19 липня 2016 року. Тоді Деккер відповіла бельгійці, яка запропонувала у Facebook кидати каміння в мечеть із "щонайменше 500 людьми, як" веселу акцію "у відповідь на радикальне мусульманське насильство останніх кількох ночей". 19 липня 2016 року Деккер опублікувала у Твіттері скріншот цієї публікації з коментарем «Гарно, введіть це ще раз», а потім новий твіт із словами: «Хто приєднається [до мене] у киданні 500 каменів у Вілдерса? Мені це здається «веселою акцією»». Згодом вона заявила, що її твіт був саркастичним. Веб-сайт зробив колаж із відредагованого фото Деккер з рогами диявола та двох її твітів, додав до публікації звинувачення у фальсифікації виборів та зажадав перерахунку. Однак, всупереч її попередньому твіту, Деккер не головувала на жодній виборчій дільниці під час виборів 2017 року. За даними NOS, мер Гілверсюма Броертєс відмовився від цього, оскільки вона мала «чіткий політичний профіль», але сама Деккер стверджувала, що вона вже за два тижні до виборів вказала, що буде занадто зайнята.
Коли 19 березня 2017 року Вілдерс поширив посилання на публікацію liefdevoorholland.com через Facebook, Деккер була змушена ховатися через незліченну кількість серйозних погроз і ненависних виразів, спрямованих на її адресу через її робоче місце, її сім’ю, GroenLinks та міської ради Хілверсюма через Twitter, Facebook та електронною поштою. Вона думала, що послідовники Вілдерса і Боде «спровокували» погрожувати їй один одного. Начебто, це було набагато гірше, тому що вона була жінкою, і, за її словами, «всі праві платформи зараз повсюдно її цькують: GeenStijl, De Dagelijkse Standaard, The Post Online».  Вона звинуватила Вілдерса, сказавши, що він не помістив її твіт у належний контекст. 27 березня Вілдерс оголосив у твіті, що, ймовірно, збирається повідомити про Деккер до поліції за твіт від 19 липня 2016 року, в якому вона нібито підбурювала до насильства проти нього.
24 березня на подкасті Joop Café Деккер повідомила: «Тьєррі Боде [є] небезпечніший, ніж Вілдерс. У своїй статті в Joop я кажу, що Боде — Вілдерс в овечій шкурі; але зараз я вважаю, що він принаймні в десять разів гірший за Вілдерса. Вілдерс — це одноосібне шоу з групою послідовників, тоді як Боде справді будує рух. Завдяки цьому клубу я зараз ховаюся». У Твіттері вона виступала за пирогування (обкидання кремовим пирогом) Боде. Це призвело до ще більше суперечок, тому що покійний правий політик-популіст Пім Фортейн був викритий у 2002 році і вбитий через чотири тижні. У пізнім нічному ток-шоу Pauw 28 березня ведучий Йерун Пау припустив, що пирогування Боде або будь-якого іншого політика саме по собі є актом насильства і може спонукати інших вчинити вбивство. Деккер відкинула і засудив насильство. Вона підтримала свій твіт Вілдерса як «цинічний» і викриваючи «подвійні стандарти», за якими майже ніхто не засуджував закидання мечеті камінням, але всі були обурені будь-якою погрозою проти Вілдерса. Однак вона висловила жаль з приводу твіту Боде, який був «можливо не дуже розумним» з її боку, але все ж сказав, що «виправдання зґвалтування» набагато гірше. Колишній політик VVD Ед Найпельс розкритикував її поведінку як «подвійну», тоді як лідерка Партії захисту тварин Маріанна Тіме захищала її право на свободу слова.
30 березня Деккер оголосила, що скасувала своє членство в GroenLinks, оскільки, за її словами, керівництво партії не підтримало її справу.  Наступного дня суперечливий оглядач Het Parool Теодор Голман написав, що радикальна активність Деккер розлютила його, і він захотів зайнятися з нею сексом. Деккер люто відреагувала на те, що він був «брудним придурком», що вона почувалася «словесно атакованою», і закликала газету не допустити, щоб він в майбутньому публікував такі «мізогінні рубрики в роздягальні».
У лютому 2018 року вона заявила в Twitter, що їй погрожують її колишні ліві колеги, оскільки вона подружилася з кількома правими політиками. Насправді вона вступила в серйозні стосунки з відомим членом FVD. Вона почала зустрічатися з членами FVD і навіть почала ходити на випуски/зустрічі книг FVD Боде. Поль ван дер Бас, автор, оратор, її хлопець пізніше розірвав з нею стосунки. На кілька місяців (літо 2019 року) Деккер влаштувалася на відпустку в Ліоні у Франції. Вона назвала це імміграцією, але повернулася наприкінці 2019 року.

## Писання
Деккер писала для кількох лівих ЗМІ, включаючи Joop.nl  та De Socialist, щомісячного видання International Socialists.

## Зовнішні посилання
- Офіційний сайт